# 克里尼察 (斯特雷區)
49°25′46″N 23°49′54″E / 49.42944°N 23.83167°E

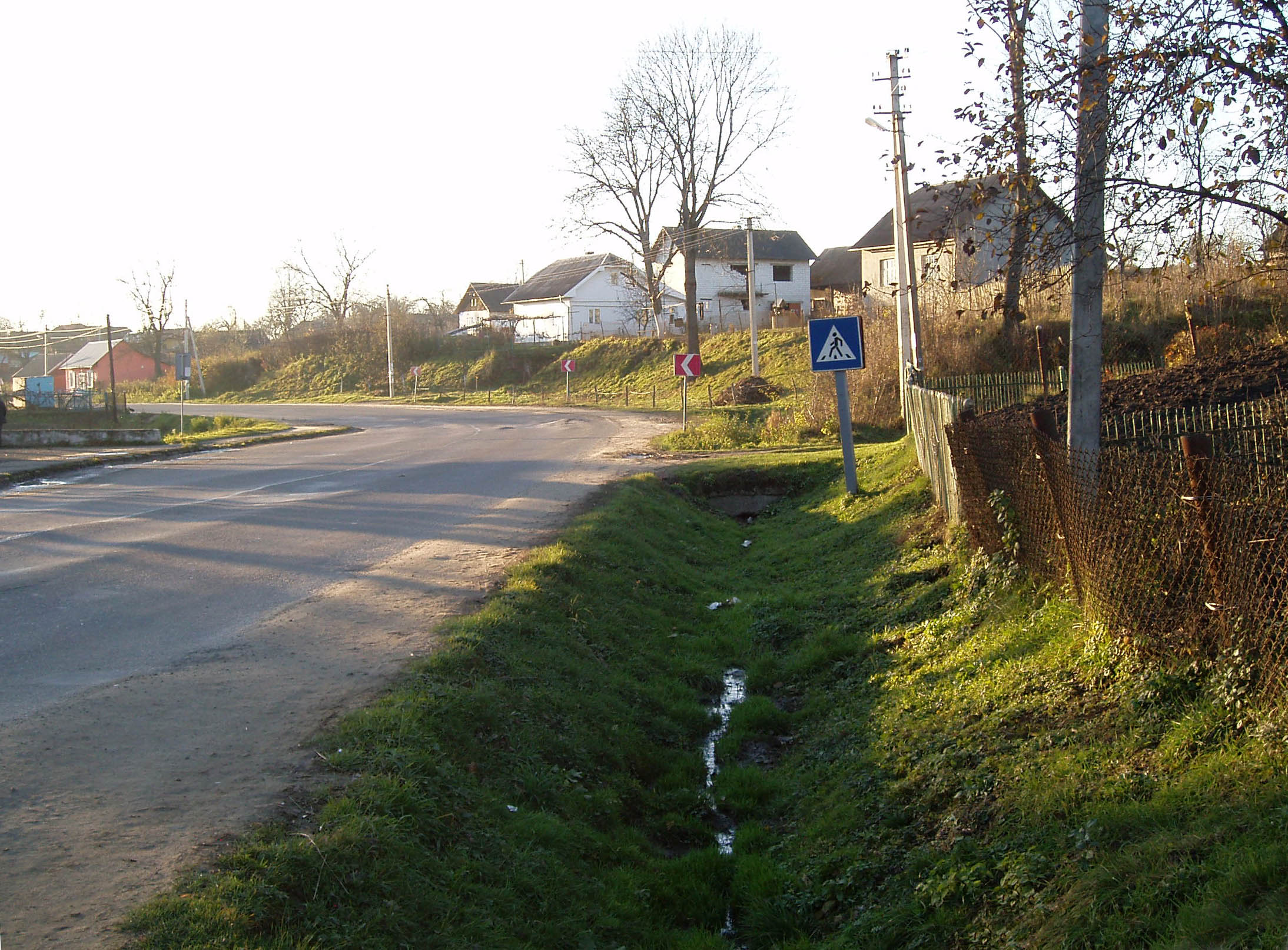

克里尼察（烏克蘭語：Криниця），是烏克蘭西部利維夫州斯特雷區米科拉伊夫市镇的村落。始建於1250年，面積1.8平方公里，海拔高度279米，2001年人口1,082，人口密度每平方公里601.11人。